# 菲莉西亚·拉沙德
菲莉西亚·拉沙德（英語：Phylicia Rashād，1948年6月19日—），美国女演员、歌手、舞台导演。曾获得托尼奖最佳话剧女主角。